# ペテガリ岳

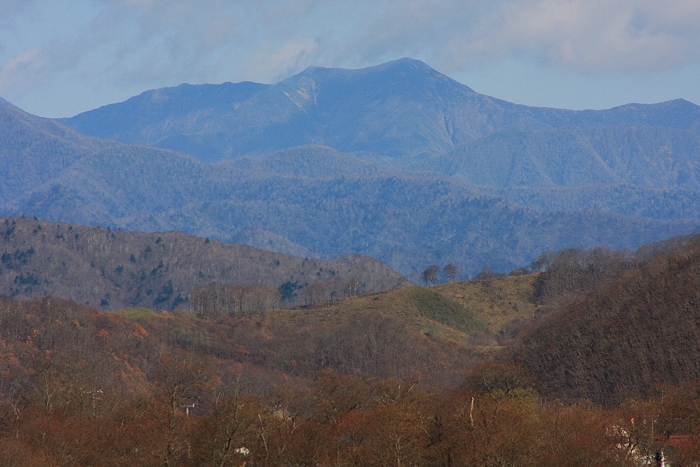
三石鳧舞より遠望するペテガリ岳

ペテガリ岳（ペテガリだけ）は、北海道の日高山脈中部に位置し、日高郡新ひだか町と広尾郡大樹町にまたがる標高1,736 mの山である。日高山脈襟裳十勝国立公園に含まれ、山頂には二等三角点（点名「辺天狩岳」）がある。日本二百名山の一つ。A・B・Cの三つのカールを持つ。

## 概要
アイヌ語で「回遊する川」を意味するペテガリ川の水源にあることが山名の由来。新ひだか町の静内地域では「ペテカリ岳」とも呼ばれ、山頂の立て札にも「ペテカリ」と表示されているが、国土地理院の定める山名は「ペテガリ」である。厳冬期の山頂はかつて人を寄せ付けず、遥かなる山とも称されていた。

## 登山ルート
新ひだか町のコイカクシュシビチャリ川上流沿いに建つ山小屋（避難小屋）のペテガリ山荘から、前衛峰の連なる長大な西尾根を登る。
ペテガリ山荘までは、本来は静内から北海道道111号静内中札内線（通称：日高横断道）を静内川沿いに進み、林道に入ってコイカクシュシビチャリ川の東の沢ダムを越えるルートを通るが、2005年より道道111号の静内ダムより先の40 km弱の区間で一般車両は通行禁止となっている。そのため浦河町荻伏から元浦川林道を遡り、神威山荘手前の分岐から入山して、沢靴を併用しつつ峠を越えてペテガリ山荘まで歩く必要がある。
このほかに大樹町側からのルートとして、ポンヤオロマップ川沿いのペテガリ橋登山口からポンヤオロマップ岳を経由する東尾根の登山道もある。

## 初登頂
1932年夏に慶應義塾大学山岳部により初登頂され、冬季においては1943年に北海道大学山岳部によって初登頂された。
冬季登頂は1937年では悪天のため撤退、1939年では後述の雪崩のため撤退、1941年ではルベツネ山までで撤退、4度目の挑戦にて15時間で登頂した。
1939年（昭和14年）ごろにできたとされる北海道大学山岳部の部歌『山の四季』にはペテガリのことが歌われている。

## 主な事故
- 1940年1月5日 - 雪山登山中の北海道大学山岳部員が8合目付近で雪崩に遭い8名が死亡する事故が発生している[6]。
  - 前年の12月30日に札幌を出発した一行は、翌日宿舎代わりに借りていた中札内村立南札内小学校を出発、山中でのキャンプを重ねながら札内川を遡った。5日朝は風邪を拗らせた部員1名に「ベースキャンプを守るのも立派な任務」として待機・療養を命じて残りの9名でコイカクシュサツナイ川沿いに登山を開始した。しかし、標高1260メートル地点で7名が雪崩に巻き込まれた。7名はすぐに救出されたものの、新たな雪崩を警戒して一旦下山をすることにした直後の午後3時22分に大規模な雪崩に9名全員が巻き込まれ、1名だけ助かったものの他の8名は行方不明となった（助かった1名は流されている途中に雪崩と何らかの障害物の衝突に巻き込まれて、結果的に雪崩の外側に吹き飛ばされたと推測されている）。雪崩は標高1280メートル付近から1100メートル付近まで痕跡が残されていたという。助かった部員は療養中の1名と共に直ちに下山して救援を要請するが、交通の便の悪さに加えて悪天候もあって雪中から7名の遺体を発見したところで捜索を断念、残り1名の遺体も4月になってから発見された[7]。

## ギャラリー

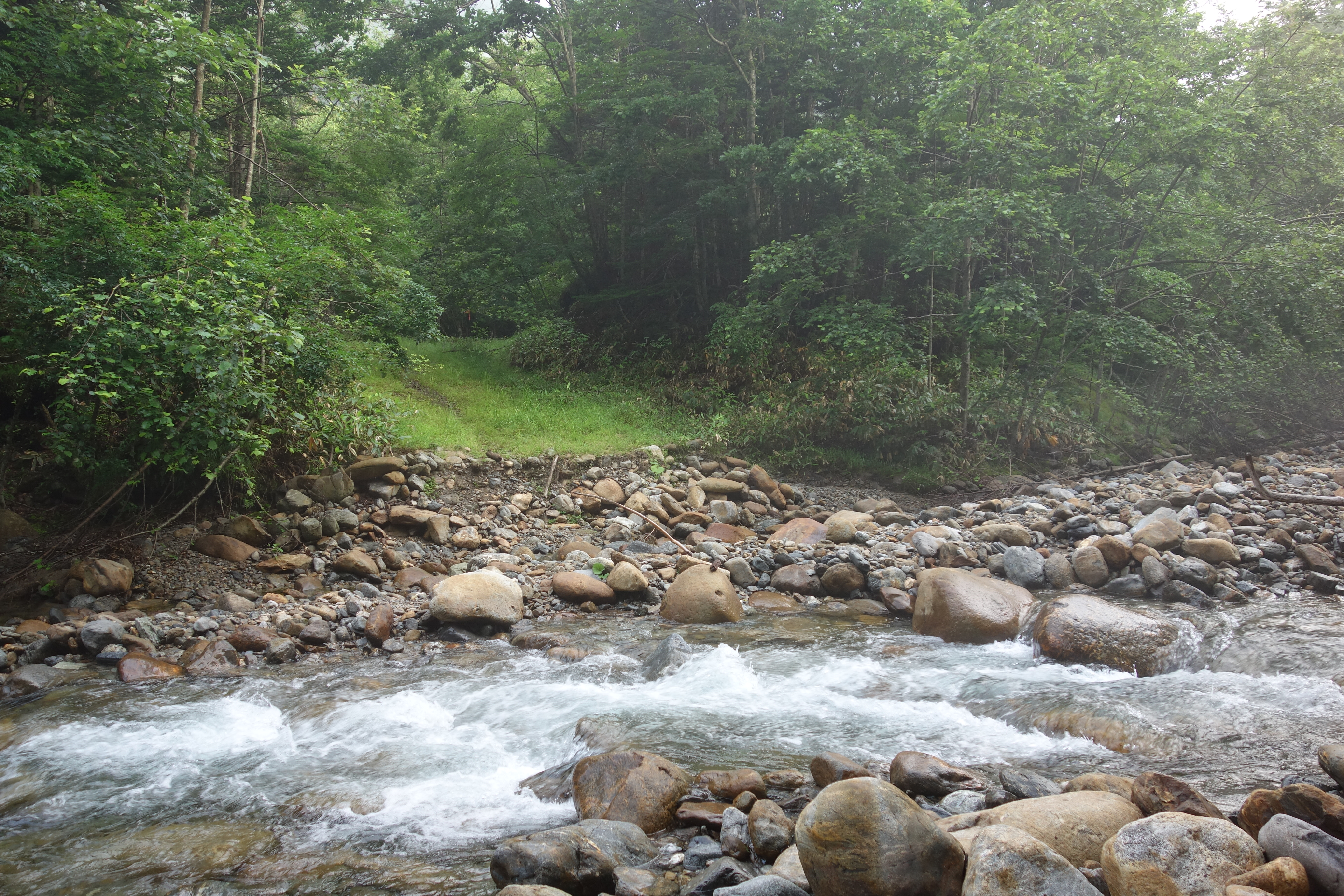
元浦川林道登山口のニシュオマナイ川を渡渉する
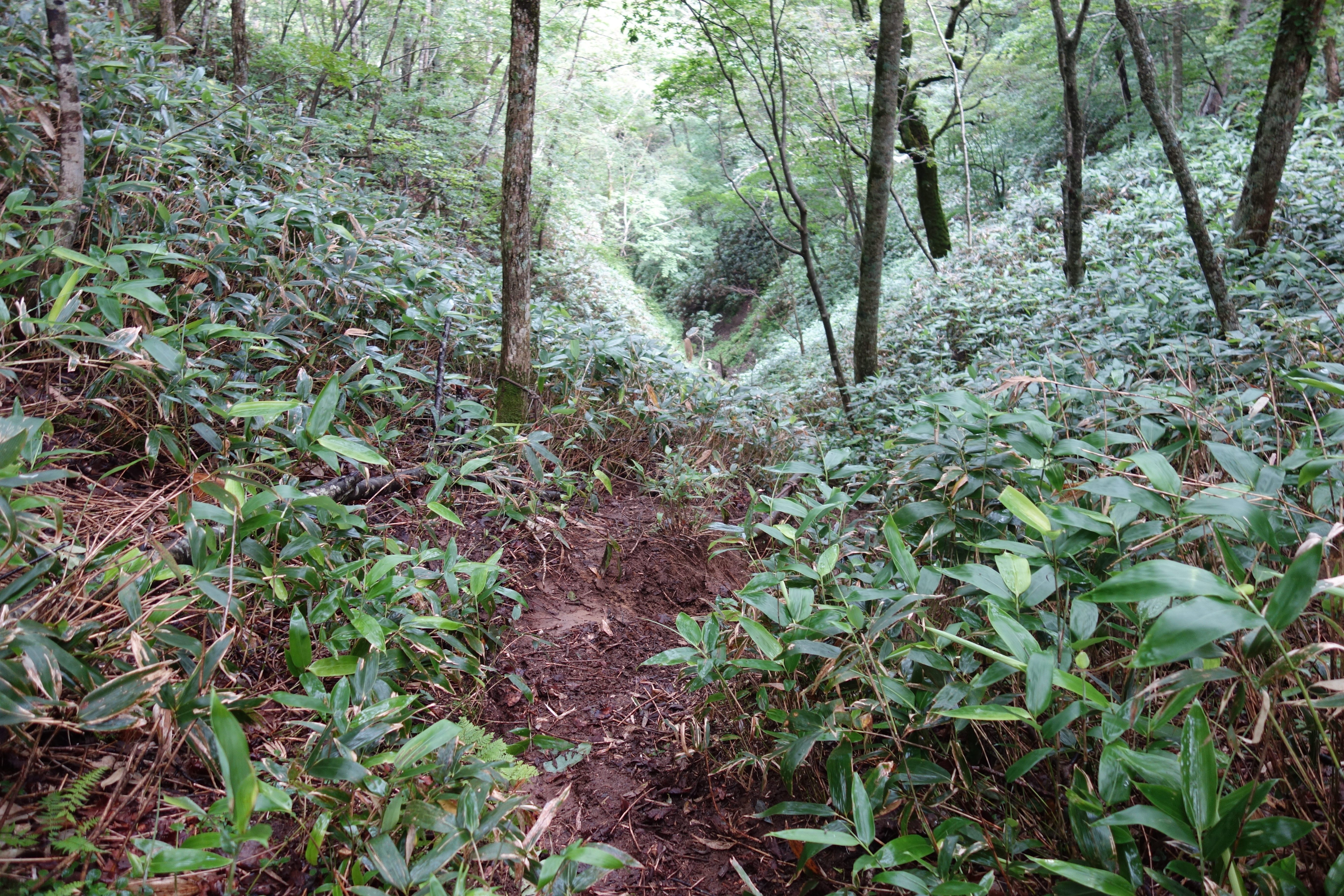
笹が広がる鞍部
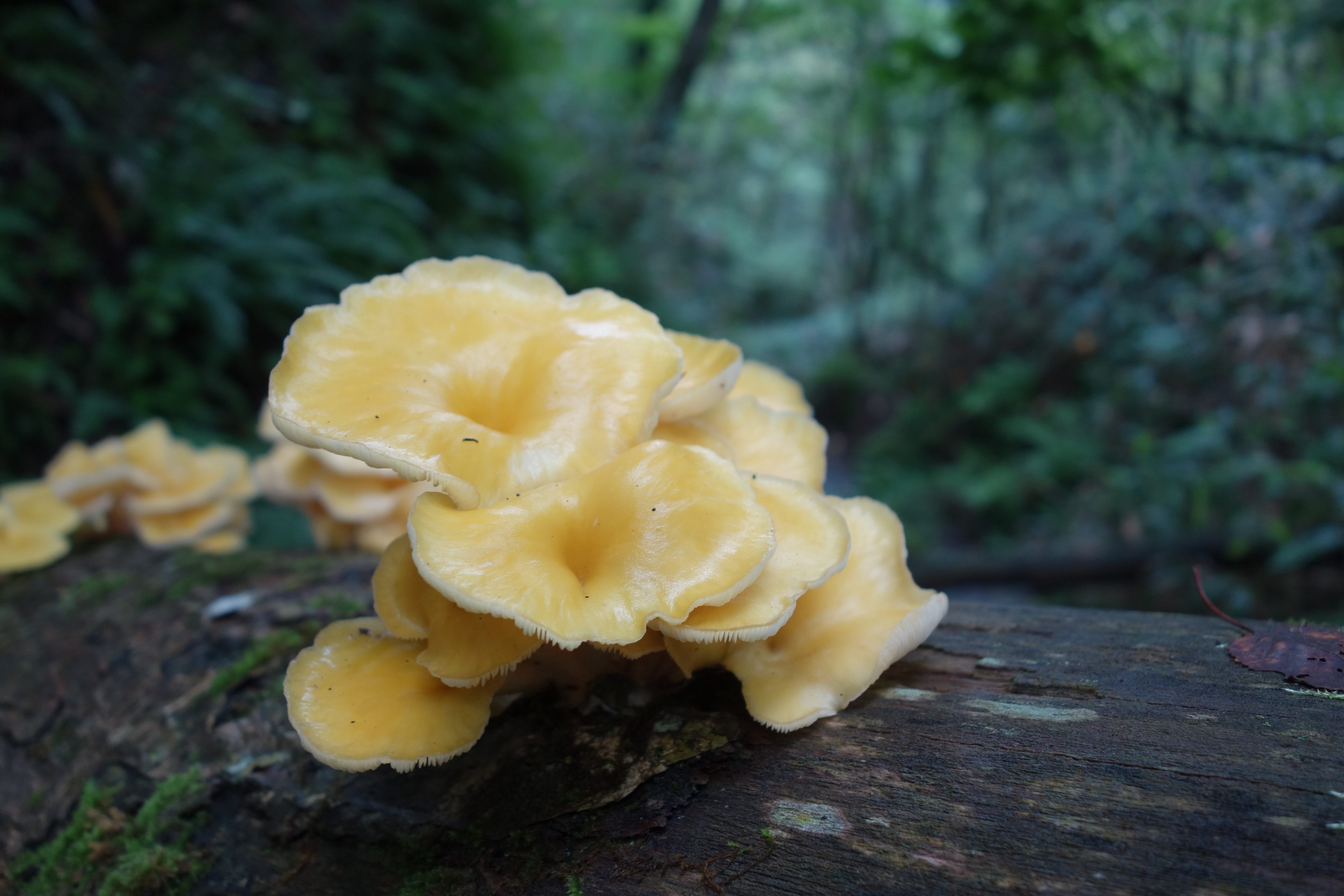
登山道に繁殖するタモギダケ
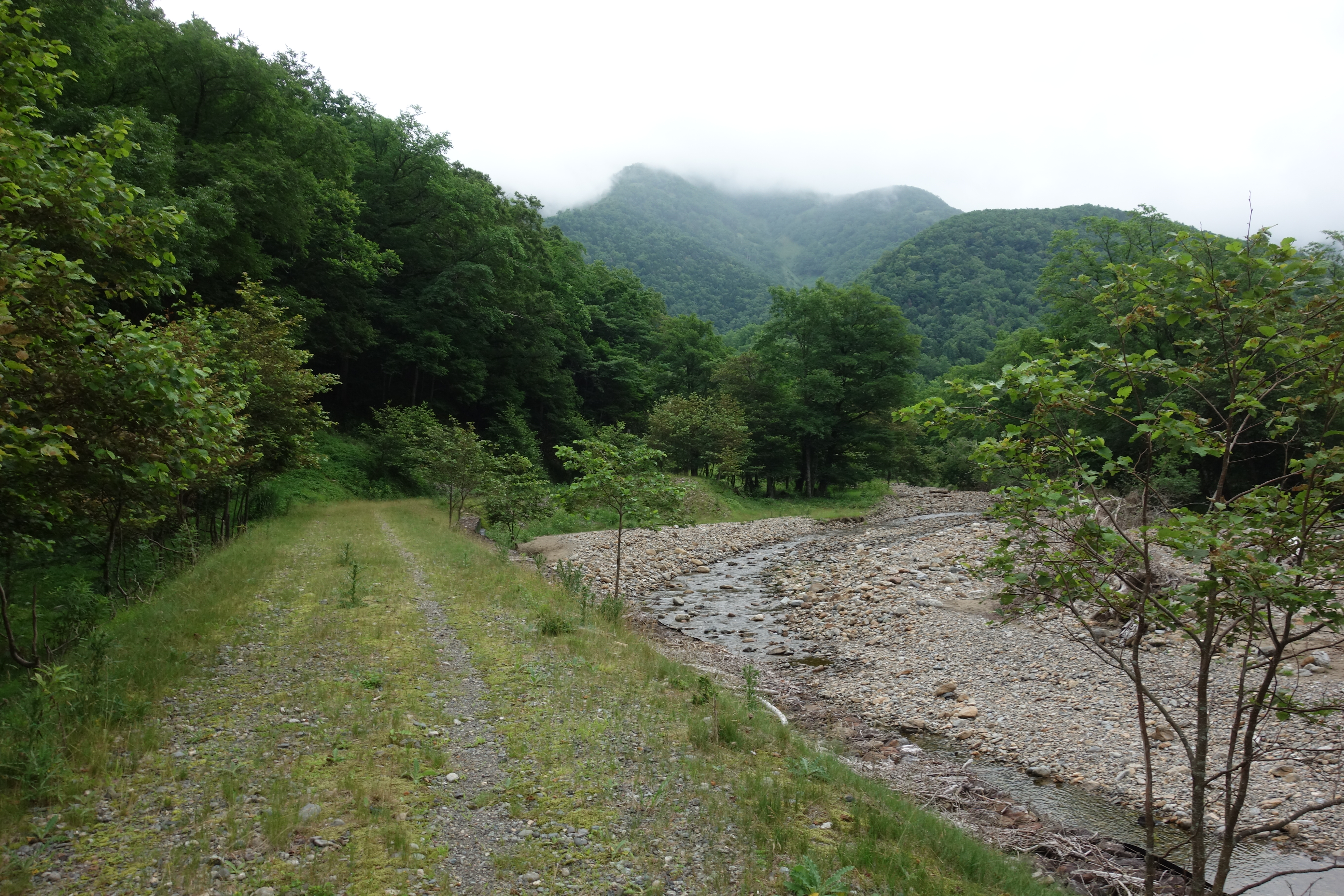
ぺテカリ山荘付近の林道とベッピリガイ沢川
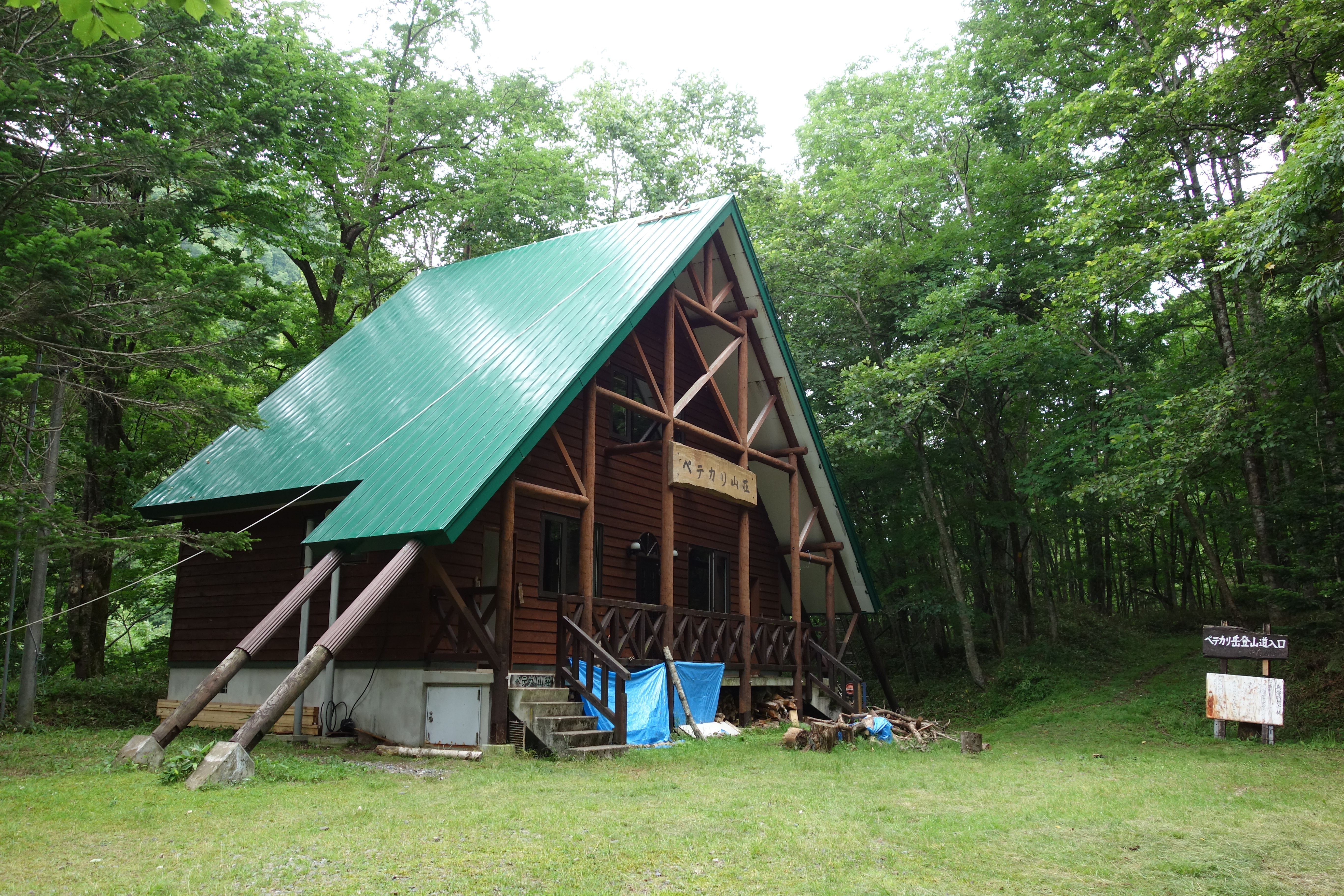
ペテカリ山荘
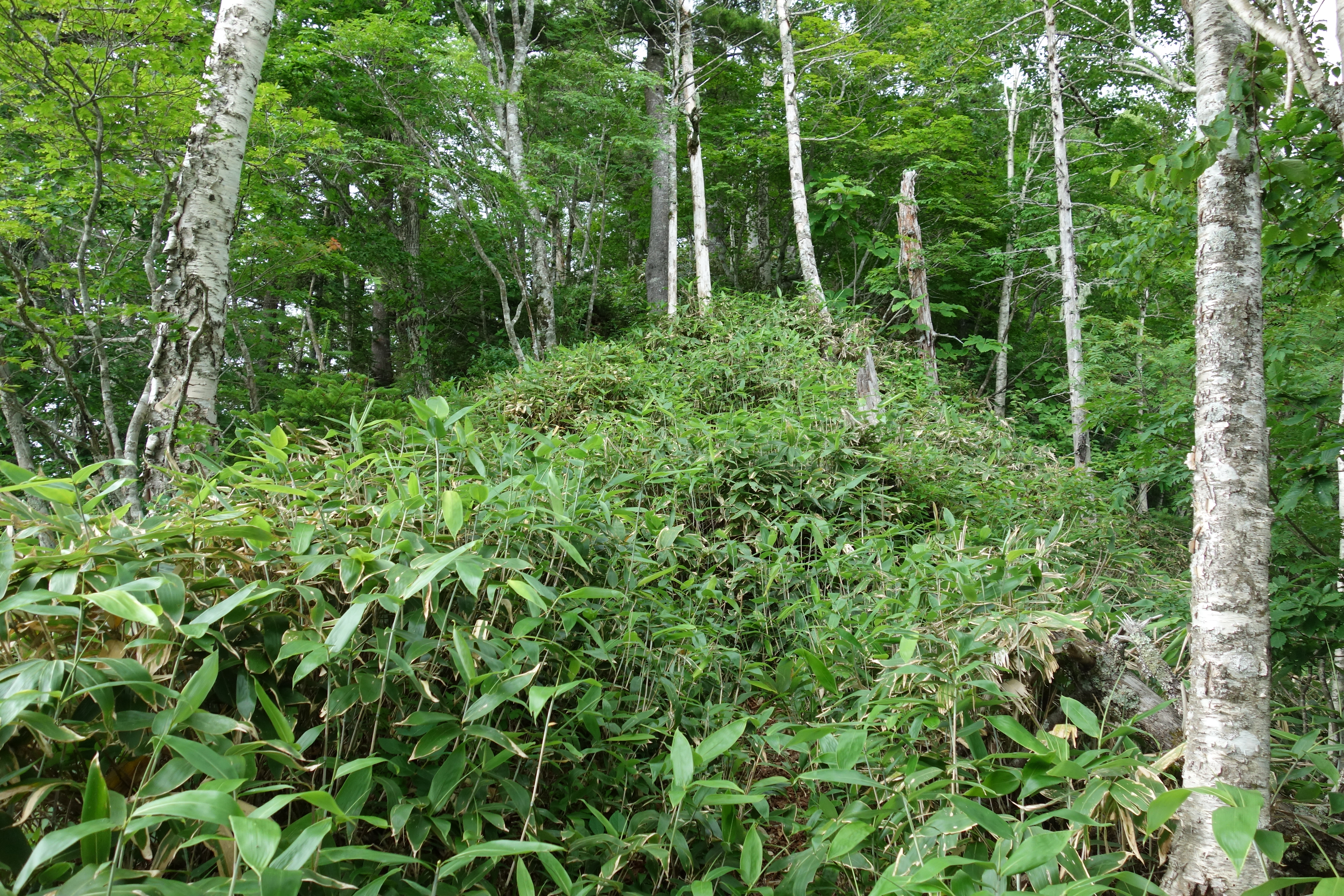
笹が生い茂る急登
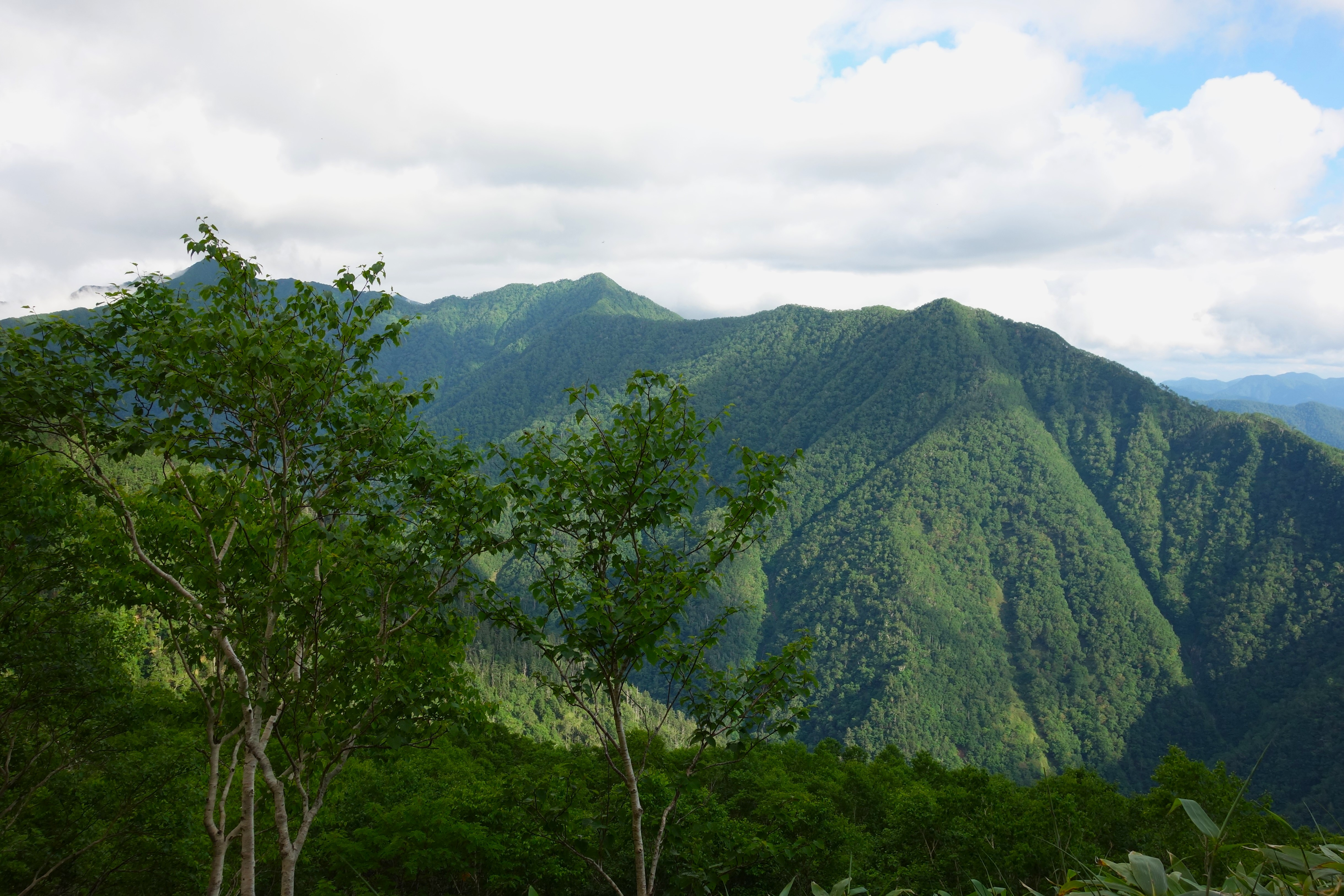
稜線から中ノ岳とベッピリガイ山を望む
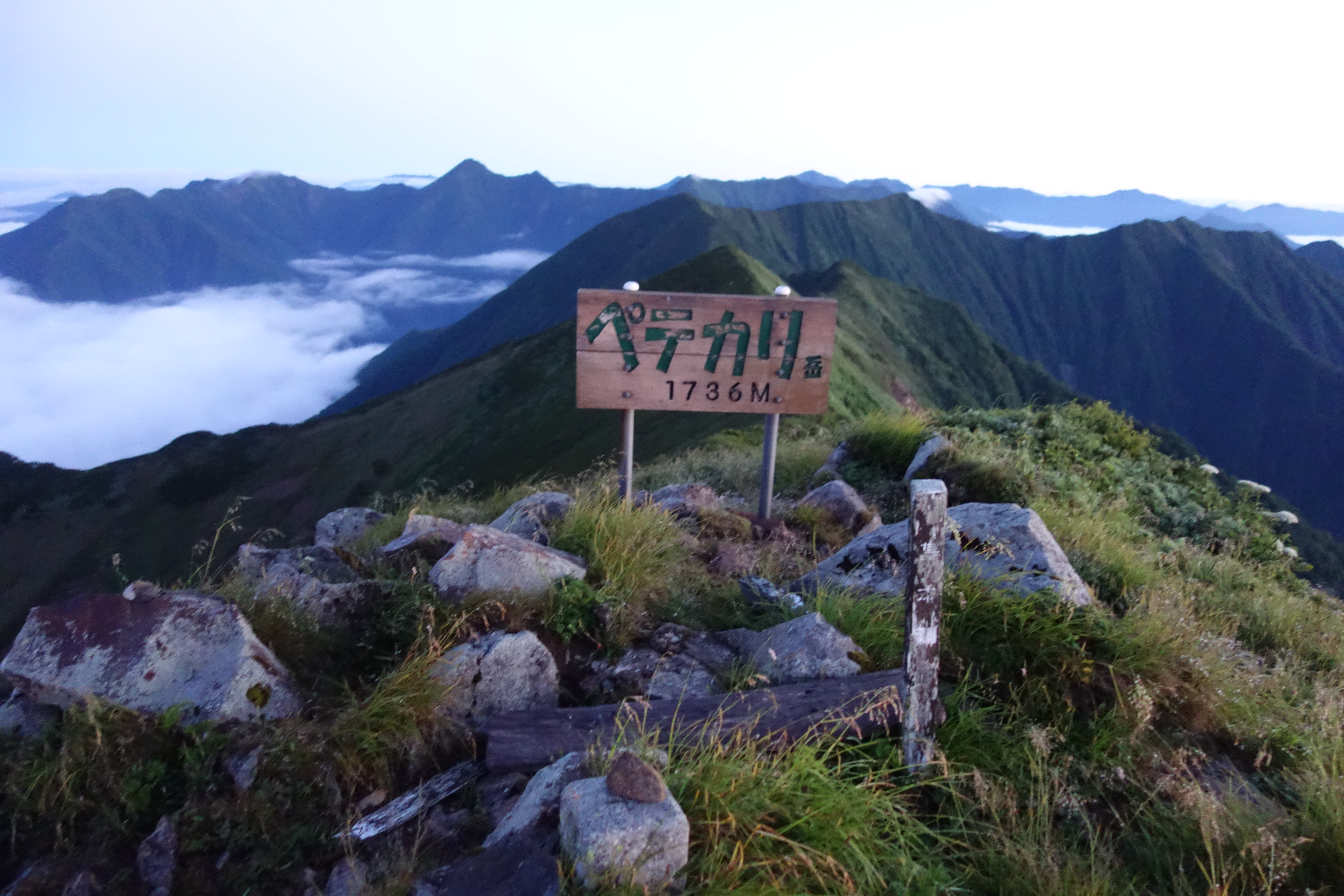
ペテガリ岳山頂